# Karangkancana (plaats)
Karangkancana is een bestuurslaag in het regentschap Kuningan van de provincie West-Java, Indonesië. Karangkancana telt 4180 inwoners (volkstelling 2010).